# Christianshede Sogn
Christianshede Sogn er et sogn i Ikast-Brande Provsti (Viborg Stift).
Christianshede Kirke blev i 1894 indviet som filialkirke til Bording Kirke, der først blev opført i 1897. Christianshede blev et kirkedistrikt i Bording Sogn, som hørte til Hammerum Herred i Ringkøbing Amt. Bording sognekommune inkl. kirkedistriktet blev ved kommunalreformen i 1970 indlemmet i Ikast-Brande Kommune.
Da kirkedistrikterne blev afskaffet 1. oktober 2010, blev Christianshede Kirkedistrikt udskilt fra Bording Sogn som det selvstændige Christianshede Sogn.